# Détective Conan : Zero à l'heure du thé
Détective Conan : Zero à l'heure du thé (名探偵コナン ゼロの日常, Meitantei Konan Zero No Tī Taimu) est un manga écrit et dessiné par Takahiro Arai. Il s'agit d'un spin-off du manga Détective Conan de Gōshō Aoyama, ce dernier supervisant le projet, et est centré sur le personnage de Toru Amuro. La première partie de l'histoire a été sérialisée dans le Weekly Shōnen Sunday de Shogakukan de mai 2018 à mai 2022. Une adaptation en série télévisée animée de six épisodes par TMS Entertainment est diffusée d'avril à mai 2022.
En parallèle, Takahiro Arai a lancé un autre spin-off dans le Weekly Shōnen Sunday, intitulé Détective Conan: Police Academy Arc - Wild Police Story, publié entre d'octobre 2019 à novembre 2020.

## Synopsis
Ce spin-off raconte la vie quotidienne de Rei Furuya, également connu sous le nom de Toru Amuro et Bourbon. Il met en scène l'un de ses trois visages : Serveur du Café Poirot, agent de l'Organisation des Hommes en Noir et officier du NPA (Agence nationale de police)

## Personnages
Rei Furuya (降谷 零, Furuya Rei) (VF : Eric Legrand)
Il a trois visages : il protège le Japon en tant que Rei Furuya de la police de sécurité publique, sert comme apprenti détective sous Kogoro Mori en tant que Toru Amuro, et infiltre également l'organisation des hommes en noir sous le nom de code Bourbon.
Azusa Enomoto (榎本 梓, Enomoto Azusa) (VF : Fanny Roy)
Travaille au café Poirot, situé en bas de l'agence de détective Mori.
Midori Kuriyama (栗山 緑, Kuriyama Midori)
Une secrétaire soutenant Eri Kisaki, qui dirige le cabinet d'avocats de Kisaki.
Yuya Kazami (風見 裕也, Kazami Yuya) (VF : Laurent Bonnet)
Officier de la sécurité publique du département de la sécurité publique du département de la police métropolitaine de Tokyo, il travaille dur pour aider Amuro en tant que bras droit.
Vermouth (ベルモット, Vermouth) (VF : Fabienne Loriaux)
C'est un membre de l'Organisation des hommes en noir, elle se déguise à sa guise sous le trait de plusieurs personnages, elle est également connue de Sharon Vineyard (シャロン・ヴィンヤード Sharon Binyaado) ou encore Chris Vineyard (クリス・ヴィンヤード Kurisu Binyaado)
Haro (ハロ)
Un chien errant qui est soudainement apparu devant la morgue.

## Manga
Détective Conan : Zero à l'heure du thé est écrit et illustré par Takahiro Arai et supervisé par Gōshō Aoyama. La première partie de l'histoire a été publiée dans le Weekly Shōnen Sunday de Shogakukan du 9 mai 2018, au 25 mai 2022,. Les chapitres du manga ont été publiés lorsque la série principale Détective Conan est en pause. Shogakukan compile les chapitres en volumes tankōbon individuels ; le premier volume est sorti le 8 août 2018 et six volumes ont été publiés au 17 juin 2022.
Takahiro Arai a publié un autre spin-off, intitulé Detective Conan: Police Academy Arc - Wild Police Story, qui a été publié dans Weekly Shōnen Sunday du 2 octobre 2019 au 18 novembre 2020,.

### Liste des volumes
| no | Japonais         | Japonais          |
| no | Date de sortie   | ISBN              |
| -- | ---------------- | ----------------- |
| 1  | 8 août 2018      | 978-4-09-128536-2 |
| 2  | 8 octobre 2018   | 978-4-09-128638-3 |
| 3  | 10 avril 2019    | 978-4-09-128884-4 |
| 4  | 18 novembre 2018 | 978-4-09-129497-5 |
| 5  | 18 octobre 2021  | 978-4-09-850803-7 |
| 6  | 17 juin 2022     | 978-4-09-851175-4 |

## Anime
Le 4 octobre 2021, il est annoncé que le manga va recevoir une adaptation en anime. En novembre 2021, lors de l'événement virtuel « Festival Japan », Netflix révèle l'acquisition de la licence. L'anime est produit par TMS Entertainment et réalisé par Tomochi Kosaka, avec des scripts écrits par Yoshiko Nakamura, des conceptions de personnages gérées par Kyōko Yoshimi et une musique composée par Tomisiro. La série est composée de six épisodes diffusés sur Tokyo MX, Yomiuri TV et BS-4 du 5 avril au 10 mai 2022,,. Le thème d'ouverture est "Shooting Star" de RAKURA, tandis que le thème final est "Find the truth" de Rainy. La série est diffusée sur Netflix et dans le monde le 29 juillet 2022.

### Liste des épisodes
| No | Titre     | Réalisé par        | Écrit par        | Scénarisé par            | Date de diffusion originale | Diffusion mondiale |
| -- | --------- | ------------------ | ---------------- | ------------------------ | --------------------------- | ------------------ |
| 1  | "TIME.１" | Tomochi Kosaka     | Yoshiko Nakamura | Tomochi Kosaka           | 5 avril 2022                | 29 Juillet 2022    |
| 2  | "TIME.２" | Tomochi Kosaka     | Yoshiko Nakamura | Jirō Kanai, Iwao Teraoka | 12 avril 2022               | 29 Juillet 2022    |
| 3  | "TIME.３" | Yasuhito Takahashi | Yoshiko Nakamura | Iwao Teraoka             | 19 avril 2022               | 29 Juillet 2022    |
| 4  | "TIME.4"  | Yasuhito Takahashi | Yoshiko Nakamura | Iwao Teraoka             | 26 avril 2022               | 29 Juillet 2022    |
| 5  | "TIME.5"  | Minoru Tozawa      | Yoshiko Nakamura | Yasuyuki Honda           | 3 mai 2022                  | 29 Juillet 2022    |
| 6  | "TIME.6"  | Hitomi Ezoe        | Yoshiko Nakamura | Jiro Kanai               | 10 Mai 2022                 | 29 Juillet 2022    |

## Accueil
Détective Conan : Zero à l'heure du thé est classé 6e dans le classement Nationwide Bookstore Employees' Recommended Comics of 2018 par le site Web du Honya Club.